# Samuel Willenberg
Samuel Willenberg (Częstochowa, 16 februari 1923 – Udim, 19 februari 2016) was een Pools-Israëlisch beeldend kunstenaar en tevens de laatste overlevende van de opstand in concentratiekamp Treblinka.

## Biografie

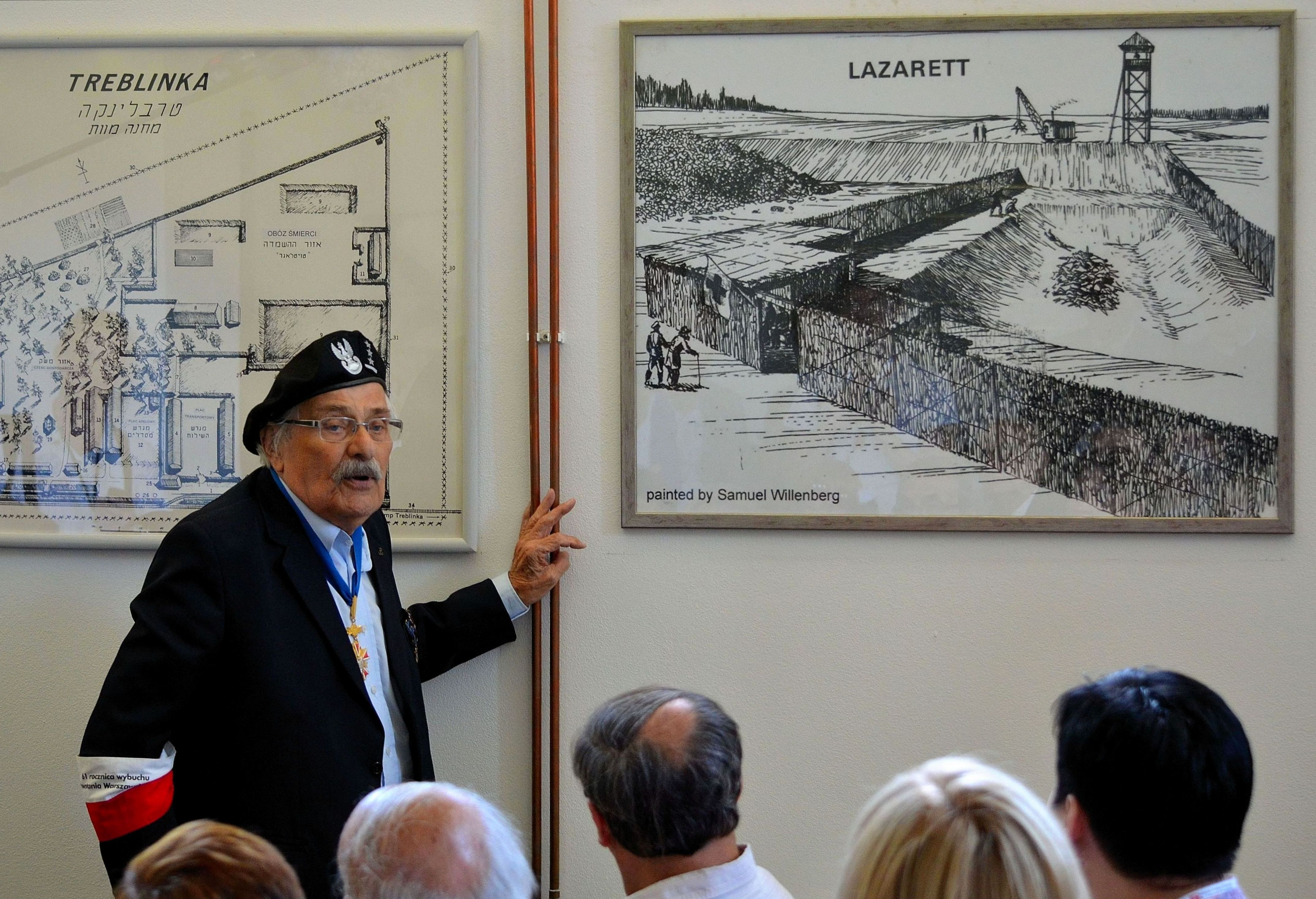
Willenberg met twee van zijn tekeningen in het Treblinka Museum

Willenberg werd geboren in 1923. Zijn vader was leerkracht aan een joodse school. In 1942 begonnen de nazi's met Aktion Reinhard, die 1,5 tot 2 miljoen Poolse joden de dood in zou jagen via verschillende vernietigingskampen. Op 20 oktober 1942 werd hij gevangengenomen in Treblinka. Doordat hij een kiel droeg, was hij de enige die ontsnapte aan de gaskamers die dag. In augustus 1943 wist Willenberg na een opstand te ontsnappen uit Treblinka. Hij vocht in 1944 voor het Poolse leger en bereikte er de rang van sergeant. In de jaren na de oorlog werd hij luitenant. Begin jaren 50 emigreerde hij met zijn vrouw Ada Willenberg-Lubelczyk naar Israël op de vlucht voor het stalinisme van de regerende Poolse Verenigde Arbeiderspartij.
In Jeruzalem studeerde hij beeldhouwkunst. Hij werd internationaal bekend omwille van zijn werken in klei en brons. In het bijzonder zijn serie van vijftien bronzen sculpturen waarin Treblinka wordt uitgebeeld, is - samen met zijn tekeningen - op vele plaatsen in de wereld geëxposeerd. Willenberg werd in Polen geëerd met onder meer de Virtuti Militari, het Oorlogskruis en de Orde van Verdienste van de Republiek Polen. Zijn memoires, getiteld Bunt w Treblince (Revolte in Treblinka) verschenen in 1986 in het Pools en werden vertaald in diverse talen, waaronder Hebreeuws, Engels, Duits en Nederlands.
Willenberg overleed in 2016 op 93-jarige leeftijd in Israël, als laatste overlevende van de opstand in het kamp Treblinka.
- Bibsys: 4046488
- Bibliothèque nationale de France: cb145561815 (data)
- CiNii: DA03787517
- Gemeinsame Normdatei: 103667520
- International Standard Name Identifier: 0000 0001 1060 0710
- Library of Congress Control Number: n88103012
- Bibliotheek van het Japanse parlement: 001211616
- Nationale Bibliotheek van Tsjechië: js2010604494
- Nationale Bibliotheek van Israël: 987007270086605171
- Nederlandse Thesaurus van Auteursnamen: 074613375
- Réseau des bibliothèques de Suisse occidentale: 02-A003976567
- Système universitaire de documentation: 080511449
- Virtual International Authority File: 44541291
- WorldCat: E39PBJxRDmvDCqYQtcPv8TKfMP